# Brachionus budapestensis
Brachionus budapestensis är en hjuldjursart som beskrevs av Daday 1885. Brachionus budapestensis ingår i släktet Brachionus, och familjen Brachionidae. Arten är reproducerande i Sverige.